# Пам'ятна медаль перепису населення в Кореї
Пам'ятна медаль перепису населення в Кореї (яп. 朝鮮国勢調査記念章) — нагорода Японської імперії.

## Історія
Через 10 років після першого всеяпонського перепису населення було проведено другий перепис, що торкнувся і японського генерал-губернаторства Корея. Результати перепису показали, що населення Кореї на той момент складало 21 058 305 осіб.
Медаль була започаткована едиктом №145 від 18 липня 1932 року. Медаллю нагороджувалися ті, хто був безпосередньо в Кореї та брав участь у переписі, або забезпечував його здійснення.
Медаль була особлива тим, що нею не могли бути нагороджені ті, хто був нагороджений медаллю першого всеяпонського перепису населення.

## Опис

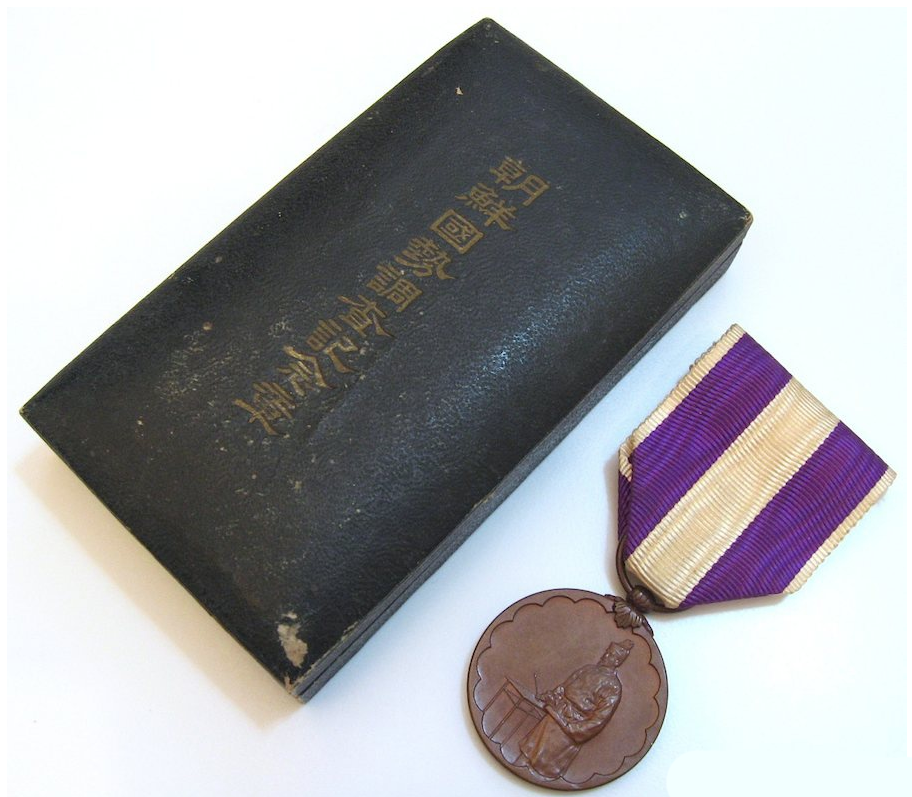
Медаль і футляр.

Медаль аналогічна пам'ятній медалі першого всеяпонського перепису населення, за винятком футляру та напису на реверсі.
Медаль має форму правильного кола діаметром 30 мм. Виготовлена із темної бронзи. На аверсі — чиновник часів реформ Тайка (його зображення у сидячій позі було зображено на марках та плакатах), який стоїть біля столу і тримає в правій руці паличку для письма, а в лівій руці — сувій із записом. Навколо нього — зубчастий опуклий орнамент, що символізує герб Японської імперії — шістнадцятилистну хризантему. На реверсі — напис ієрогліфами 朝鮮国勢調査記念章昭和五年十月一日 (укр. Пам'ятна медаль перепису в Кореї, 1 жовтня, 5-й рік Сьова (1930)). Медаль кріпиться до кільця за допомогою ланки, виконаної у формі листя павловнії та бруньки.
Стрічка медалі виготовлена з муарового шовку, шириною 37 мм, фіолетова, в центрі біла 11-міліметрова смуга, по краях стрічки — 2 білі смуги по 2 міліметри кожна. Футляр медалі картонний, на кришці футляра написано назву медалі.